# Calathea chimboracensis
Calathea chimboracensis är en strimbladsväxtart som först beskrevs av Jean Jules Linden, och fick sitt nu gällande namn av Jean Jules Linden. Calathea chimboracensis ingår i släktet Calathea och familjen strimbladsväxter. Inga underarter finns listade.